# Ischioloncha wollastonii
Ischioloncha wollastonii är en skalbaggsart som beskrevs av Thomson 1860. Ischioloncha wollastonii ingår i släktet Ischioloncha och familjen långhorningar. Inga underarter finns listade i Catalogue of Life.